# To (Kana)
と in Hiragana oder ト in Katakana sind japanische Zeichen des Kana-Systems, die beide jeweils eine Mora repräsentieren. In der modernen japanischen alphabetischen Sortierung stehen sie an der 20. Stelle. Die Form beider Kana ist vom Kanji 止 abgeleitet. Beide stellen in ihrer unveränderten Form [to], mit zusätzlichen Dakuten den Laut [do] dar.
| Form                                  | Rōmaji     | Hiragana             | Katakana             |
| ------------------------------------- | ---------- | -------------------- | -------------------- |
| Normal t- (た行 ta-gyō)               | to         | と                   | ト                   |
| Normal t- (た行 ta-gyō)               | tou too tō | とう とお, とぉ とー | トウ トオ, トォ トー |
| Zusätzliches dakuten d- (だ行 da-gyō) | do         | ど                   | ド                   |
| Zusätzliches dakuten d- (だ行 da-gyō) | dou doo dō | どう どお, どぉ どー | ドウ ドオ, ドォ ドー |

| weitere Formen | weitere Formen | weitere Formen | weitere Formen | weitere Formen | weitere Formen |
| Form A (tw-)   | Form A (tw-)   | Form A (tw-)   | Form B (dw-)   | Form B (dw-)   | Form B (dw-)   |
| Romaji         | Hiragana       | Katakana       | Romaji         | Hiragana       | Katakana       |
| -------------- | -------------- | -------------- | -------------- | -------------- | -------------- |
| twa            | とぁ, とゎ     | トァ, トヮ     | dwa            | どぁ, どゎ     | ドァ, ドヮ     |
| twi            | とぃ           | トィ           | dwi            | どぃ           | ドィ           |
| tu, twu        | とぅ           | トゥ           | du, dwu        | どぅ           | ドゥ           |
| twe            | とぇ           | トェ           | dwe            | どぇ           | ドェ           |
| two            | とぅぉ         | トゥォ         | dwo            | どぅぉ         | ドゥォ         |

## Weitere Darstellungsformen
- In japanischer Brailleschrift:
- Der Wabun-Code ist ・・－・・
- In der japanischen Buchstabiertafel wird es als „東京のト“ (Tokyou no To) buchstabiert.